# Шарский, Генрих
Генрих Шарский (пол. Henryk Szarski; 13 сентября 1912, Краков, Польша — 2002, Польша) — польский зоолог, участник Второй Мировой войны.

## Биография
Родился 13 сентября 1912 года в Кракове. В 1930 году поступил в Ягеллонский университет, который он окончил в 1935 году. Администрация оставила дипломированного специалиста у себя и направила его на кафедру сравнительной анатомии, где он работал с 1935 по 1939 и с 1945 по 1948 год. В 1939 году был призван в армию и стал участником Второй Мировой войны. В послевоенные годы в 1948 году был избран профессором Торуньского университета, а в 1967 году — родного Ягеллонского университета.
Скончался в 2002 году в Польше.

## Научные работы
Основные научные работы посвящены сравнительной анатомии и филогении позвоночных животных.
- Изучал пищеварение у некоторых видов червей;
- Предложил ряд методик выращивания культур тканей;
- Разработал вопросы происхождения наземных позвоночных.

## Членство в обществах
- Член Польской АН (1965-?).